# Utetheisa fatua
Utetheisa fatua là một loài bướm đêm thuộc phân họ Arctiinae, họ Erebidae.